# ARL 44

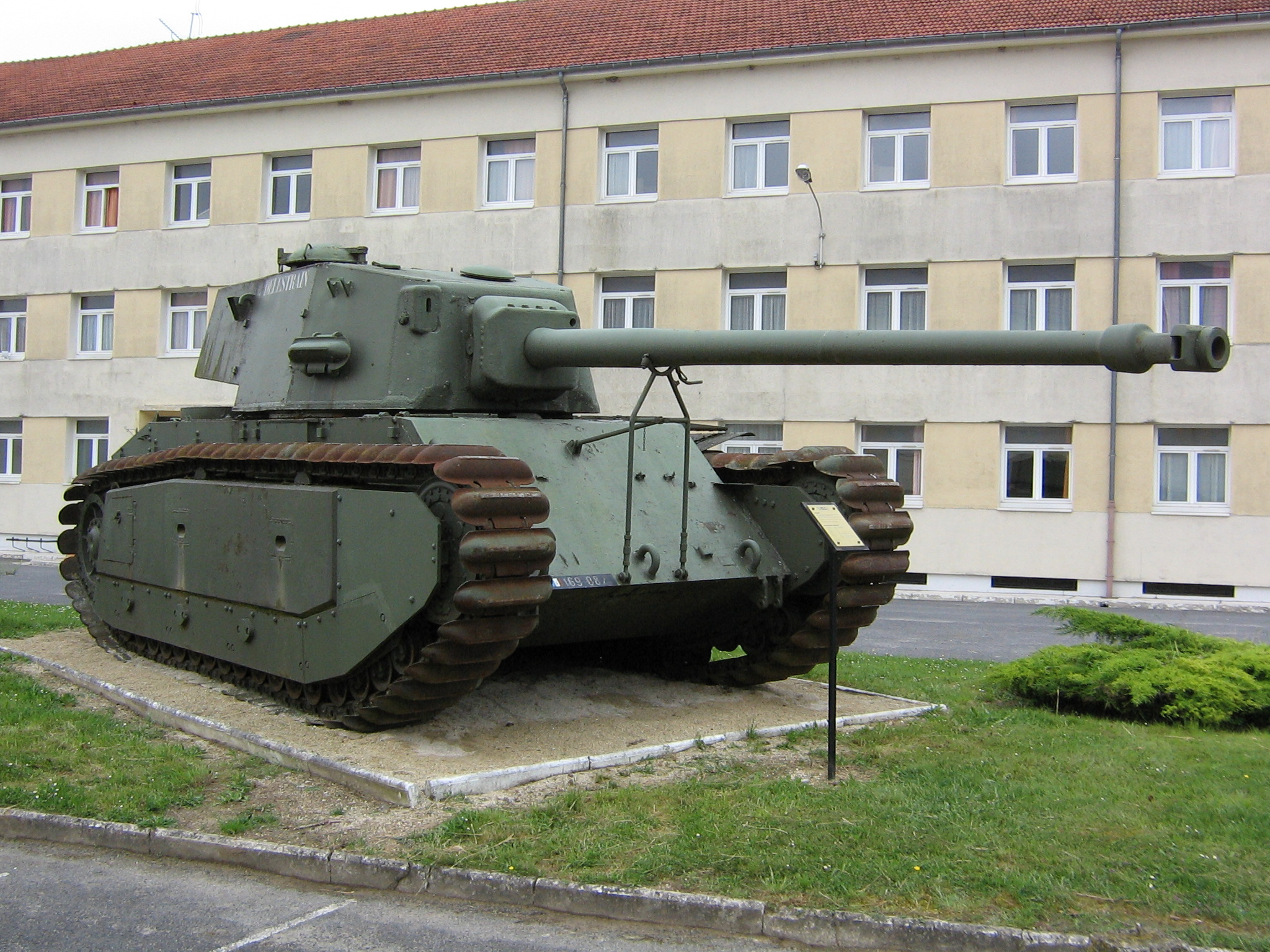
ARL-44 bij Mourmelon le Grand

De ARL 44 is een zware tank, ontwikkeld in Frankrijk tijdens de Tweede Wereldoorlog.

## Ontwikkeling
De tank is gebaseerd op de vooroorlogse Char B1, een zeer succesvolle Franse zware tank uit de periode voor de Tweede Wereldoorlog. Het gebruikte onderstel was als gevolg daarvan van een zeer verouderd type. De voornaamste reden om deze tank toch te ontwikkelen en te bouwen was om de Franse industrie opnieuw te stimuleren. Frankrijk had de ambitie om, net als voor de oorlog, een van de belangrijkste tankproducenten van de wereld te worden.
Vichy-Frankrijk was het in eerste instantie door de Duitsers verboden tanks te produceren. Men bood aan gevechtsvoertuigen voor de As-mogendheden te gaan maken maar lange onderhandelingen hierover liepen op niets uit. De Fransen besloten maar in het geheim ontwikkelingstrajecten op te zetten, voor een mogelijke clandestiene productie. Dat bleek nog niet zo eenvoudig want de technologische ontwikkelingen gingen tijdens de Tweede Wereldoorlog snel. Noodgedwongen gebruikte men onderdelen van vooroorlogse typen.
Na de bevrijding van Frankrijk in augustus 1944 raakte dit proces in een stroomversnelling. De overheidsdiensten werden niet gezien als collaborateurs maar zonder veel ophef door de herboren Franse staat voortgezet. Clandestiene operaties golden bij uitstek als heldhaftig. De Voorlopige Regering van de Franse Republiek wilde zo snel mogelijk een volwaardige geallieerde worden. Dat kon door een grote bijdrage te leveren aan de oorlogsinspanning. Men riep 1,3 miljoen man onder de wapenen.

## Productie
Initieel was het plan om grote aantallen van deze tank te bouwen en in dienst te nemen. Echter met de komst van het Marshallplan kwamen grote hoeveelheden Amerikaanse tanks goedkoop beschikbaar. Het is daarom bij een beperkt aantal van 60 tanks gebleven. Dit was echter wel de start van een vernieuwde en succesvolle tankindustrie in Frankrijk.

## Operationele geschiedenis
In het Franse leger vervingen de ARL 44's op nazi-Duitsland buitgemaakte PzKpfw V Panthertanks. De ARL 44's hebben echter slechts korte tijd dienstgedaan. Al na een aantal jaar werden ze uitgefaseerd en vervangen door andere betere tanks.